# Marnézia
Marnézia település Franciaországban, Jura megyében. Lakosainak száma 68 fő (2022. január 1.). Marnézia Poids-de-Fiole, Dompierre-sur-Mont, Largillay-Marsonnay, Mérona, Mesnois és Nogna községekkel határos.

## Népesség
A település népességének változása:
| Lakosok száma | 62   | 48   | 46   | 80   | 93   | 93   | 90   | 80   | 77   | 68   |
|               | 1968 | 1982 | 1990 | 2006 | 2013 | 2015 | 2017 | 2019 | 2020 | 2022 |